# سیرت ملک منصور
سیرت ملک منصور کتابی است که در قرن هفتم یا هشتم توسط ابن آیبک الدواداری تألیف شده‌است. این اثر با موضوع زندگی نویسنده نگارش یافته و حاوی اطلاعات گسترده و دست اول در میان منابع عربی پیرامون روابط سلاجقه، مغولان و ممالیک است. این اثر با وجود تشابهات قابل توجه‌اش با کتاب کنز الدرر و جامع الغرر، تفاوت‌هایی نیز با آن دارد و اطلاعات دست اول ارزشمندی در اختیار خوانندگان قرار می‌دهد.